# Felix von Lichnowsky
Pour les articles homonymes, voir Lichnowsky.
Felix von Lichnowsky (en entier Felix Maria Vincenz Andreas Fürst von Lichnowsky, Graf von Werdenberg), né à Vienne le 5 avril 1814 et mort le 19 septembre 1848, est une personnalité politique prussienne. 

## Biographie
Le prince Felix, issu de la famille noble de Silésie et de Bohême Lichnowsky (de), est le fils du prince Eduard von Lichnowsky (de).
Il entre dans l'armée prussienne en 1834, mais la quitte en 1838 pour entrer au service du prétendant espagnol Don Carlos avec le grade de général de brigade. 
Blessé lors d'un duel avec le général espagnol Monténégro, il se remet et est élu en 1847 comme représentant de Ratibor à la Diète unie de Prusse et au parlement provincial de Silésie (de) puis, l'année suivante, au parlement national où il prend place à droite. 
Lorsque le soulèvement éclate le 18 septembre à la suite d'une décision du Parlement concernant la trêve de Malmö (débat dans lequel Lichnowsky se montre conciliant), contre tous les avertissements, il sort avec le général von Auerswald pour rencontrer les troupes arrivant de Wurtemberg. La foule les reconnaît et les pourchasse. Ils s'enfuient mais se retrouve acculé dans une voie sans issue où ils se cachent dans une cabane de jardinier. Découverts, von Auerswald est tué et Lichnowsky battu à mort. Il meurt le lendemain dans la villa du baron Moritz von Bethmann (de) à Francfort-sur-le-Main.

## Publications
- Erinnerungen aus den Jahren 1837, 1838 und 1839, 2 vol., Francfort-sur-le-Main, 1841
- Portugal. Erinnerungen aus dem Jahre 1842, Mayence, 1843